# Arnaud de Pellegrue
Arnaud de Pellegrue (XIII secolo – Avignone, agosto 1331) è stato un cardinale francese.
Arnaud de Pellegrue (in lingua italiana Arnaldo Pelagrua) era un cardinale francese nato a Château Lamothe in Gironda e morì ad Avignone nell'agosto 1331. Era nipote di papa Clemente V.

## Biografia
Arnaud de Pellegrue era arcidiacono di Chartres. Dal 1295 è stato Vicario Generale di Bertrand de Got in Comminges e Bordeaux.
De Pellegrue venne creato cardinale da papa Clemente V nel concistoro del 15 dicembre 1305. Il cardinale Pellegrue è stato nominato legato pontificio in Italia nel 1307. Venne inviato dal papa dalla Francia in Italia nel 1309 in qualità di legato, affinché recuperasse la città di Ferrara, governata da Fresco d'Este. Ha partecipato al conclave del 1314-1316, durante il quale venne eletto papa Giovanni XXII. Pelagrua aveva costruito due cappelle nella cattedrale di Chartres (in onore di San Girolamo e San Cristoforo).